# Management Soop
Management SOOP Corporation (кор.: хангиль: (주)숲엔터테인먼트) т/н Management SOOP (кор.: хангиль: 매니지먼트 숲) — південнокорейське акторське агентство, яке засноване у 2011 та зараз працює як дочірня компанія Kakao Entertainment (компанія Kakao). До агентства входять такі актори: Чон Дойон, Кон Ю, Кон Хьоджін, Чон Ю Мі, Кім Джеук, Со Хьонджін, Чхве У Сік, Нам Чу Хьок, Пе Сюзі, Нам Джіхьон, Кім Мінджу та інші.

## Історія
Management SOOP засновано 19 квітня 2011 Кім Джанґюном, який раніше працював в SidusHQ та Network of Asia (N.O.A) Entertainment (зараз Fantagio).
Кон Ю, Лім Суджон, Кон Хьоджін та Чон та Чон Іль У покинули NOA Entertainment під кінець квітня та долучилися до нової компанії SOOP. Вони пропрацювали 2 роки й 6 місяців в NOA від моменту початку роботи в жовтні 2008.
27 червня 2018, Kakao M (зараз Kakao Entertainment) опублікувало оновлення стосовно повідомлень про те, що йдуть перемовини щодо придбання агентств та створенні партнерства з трьома агентствами з менеджменту акторів BH Entertainment, J.Wide Company, Management SOOP і корейським провідним модельним агентством Ready Entertainment з метою глобалізації свого контенту.

## Артисти

### Актори
- Кон Ю
- Чан Сонхун
- Кім Джеук(інші мови)
- Лі Чхонхі(інші мови)
- Нам Чу Хьок
- Пак Йону
- Чон Ґарам(інші мови)

### Акторки
- Пе Сюзі[5][6]
- Кон Хьоджін(інші мови)
- Чон Дойон(інші мови)[7]
- Чон Ю Мі[8]
- Кім Мінджу[9]
- Кім Джісу
- Нам Джіхьон(інші мови)[10]
- Со Хьонджін(інші мови)[11][12]
- Чон Хєджін(інші мови)[13]
- Сін Инсу(інші мови)[14]
- Сін Сіа(інші мови)[15]

## Колишні артисти
- Чхве У Сік[16]
- Чон Соні(інші мови)[17]
- Чон Іль У
- Кім Мінхі(інші мови)
- Кім Тхеґим
- Лі Джеджун(інші мови)
- Рю Синбом(інші мови)
- Су Е
- Ю Мінґю(інші мови)